# Geronimo di Siracusa

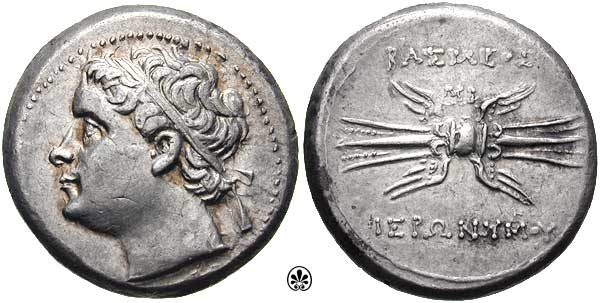
Moneta di Geronimo del 215 a.C. Al diritto la testa di Geronimo. Nel rovescio c'è la legenda: ΒΑΣΙΛΕΩΣ ΙΕΡΟΝΥΜΟΥ (basileōs Ieronumou ovvero "del re Geronimo" cioè "appartenente al re Geronimo") con fascio di fulmini

Gerònimo (greco ῾Ιερώνυμος; Siracusa, 231 a.C. – Lentini, 214 a.C.) fu basileus di Sicilia dal 215 al 214 a.C., per appena 13 mesi.

## Biografia
Figlio di Gelone, salì al trono quasi quindicenne, affidato dal nonno a numerosi tutori, per evitare che:
(Livio, XXIV, 4.2.)
Il giovane si trovò da subito a dover fronteggiare una difficile situazione: i Romani erano appena stati sconfitti dai Cartaginesi a Canne nella famosa battaglia e i detrattori della repubblica premevano per rompere l'alleanza (sancita dal nonno Gerone) con gli sconfitti. Geronimo si era già dimostrato insicuro quando il nonno era in vita, cosicché era stato creato un consiglio di quindici tutori per supportarlo.
Polibio lo definisce volubile e violento. A causa delle cattive influenze presenti a corte, crebbe nel lusso e ostentò il potere, «affrettando in lui l'inclinazione ad ogni vizio», al contrario del nonno che aveva sempre rifiutato questi atteggiamenti. Polibio narra che Geronimo sposò addirittura una prostituta, a cui fu attribuito il titolo di regina. Livio aggiunge:
(Livio, XXIV, 3-4.)
Tra i 15 consiglieri vi erano Adranodoro e Zoippo, generi di Gerone, che sostenevano l'alleanza con Cartagine. Adranodoro era inoltre, già dai tempi di Gerone II, leader noto della fazione antiromana, in nome della riconquista della libertà siceliota. Marito di Demarata, era il più ambizioso: con la scusa che il giovane sovrano era ormai adatto a regnare, convinse gli altri membri a sciogliere il consiglio, mentre con l'inganno, fece incriminare il tutore Trasone, che era favorevole all'alleanza con i Romani. E così, insieme al cognato, poté controllare meglio Geronimo. Per stringere l'alleanza con i cartaginesi, mandarono i propri ambasciatori da Annibale e ricevettero quelli africani (Ippocrate ed Epicide) con ogni onore. Gli inviati romani furono invece trattati come nemici.
Il trattato con Cartagine inizialmente prevedeva di dividere la Sicilia in due: a ovest del fiume Imera Meridionale il territorio apparteneva ad Annibale, ad est a Geronimo. Poco dopo però il tiranno chiese anche la parte occidentale, ottenendola a causa della paura dei cartaginesi di perdere il prezioso alleato. I Cartaginesi chiesero a Geronimo di costituire un esercito di 15.000 armati, tra fanti e cavalieri, per prendere le città che non erano ancora state occupate da questi ultimi, i quali stavano combattendo strenuamente contro i Romani in molte città e coste della Sicilia Occidentale. Geronimo allora si preparò a ricevere consensi e a radunare uomini presso la città che segnava il confine del regno di Siracusa: Leontinoi. Ma in tale città predominava il partito filoromano che era rimasto fedele a Gerone ed era completamente avverso sia a Geronimo che ad Adranodoro; tali nobili, guidati da Dinomene, avevano interpretato la defezione di Siracusa come un tradimento e vedevano in Geronimo un despota incapace di governare. Furono senza dubbio i Romani a istigare l'organizzazione di una congiura contro Geronimo, garantendo la protezione di tali nobili, non appena si fossero sbarazzati del sovrano, e la loro fuga dalla città. Organizzando un agguato in segreto, essi finsero di accoglierlo; ma quando Geronimo attraversò una delle strade interne della città col suo esercito, i congiurati lo assalirono e lo uccisero a colpi di pugnale. Finiva dunque il regno di un sovrano giovanissimo, che credeva negli ideali dell'Ellenismo e nella libertà della Sicilia dal giogo romano. Lo testimonia persino la monetazione, che fu subito cambiata alla morte di Gerone II; ci è pervenuta una moneta con la testa del giovane sovrano in uno stile greco-punico, che sottolinea la svolta politica dell'alleanza tra Siracusani e Cartaginesi.